# Lucky Star
"Lucky Star" je pjesma američke pjevačice Madonne s njenog debitantskog albuma Madonna. Pjesma je kao peti i konačni singl s albuma izdana 19. travnja 1984. pod Sire Recordsom. Pojavljuje se i na hit kompilacijama The Immaculate Collection (1990.) i Celebration (2009.). "Lucky Star" je napisala sama Madonna a uglazbila ju je zajedno s Reggie Lucasom. Kako nije bila zadovoljna Lucasovom verzijom, pozvala je svog tadašnjeg dečka John Beniteza koji je obradio pjesmu i uveo je u dance stil. 
Kritičari su hvalili pjesmu. Ovo je bila prva Madonnina pjesma koja je dospjela u Top 5 na američkoj Hot 100 listi. Također je postala prva Madonnina pjesma na vrhu Billboardove dance ljestvice. Pjesmu je izvodila na turnejama, zadnji puta na Confessions Tour (2006.).

## Nastanak pjesme
Madonna je 1983. započela snimanje svog debitanstskog albuma zajedno s producentom Reggie Lucasom i tadašnjim dečkom John Benitezom. Ali nije imala dovoljno materijala za cijeli album. Lucas je bio producent mnogih pjesama: "Borderline", "Burning Up", "Physical Attraction", "I Know It", "Think of Me" i "Lucky Star". Ovu pjesmu je napisala Madonna za DJ-a Marka Kaminsa koji joj je obećao da će puštati tu pjesmu u svom klubu. Ali pjesma je uzeta za album koji je i planirala nazvati po toj pjesmi. Madonna je bila uvjerena da su "Lucky Star" i "Borderline" bile prave pjesme za album. Ali problemi su nastali nakon što je pjesma snimljena jer se Madonni nije svidjela završna verzija pjesme. Nije joj se svidjelo što je Lucas koristio previše instrumenata i nije uzimao njezine ideje u obzir. Tu je stala njihova suradnja, a Madonna je pozvala Beniteza da obadi ovu pjesmu zajedno s "Borderline" i nekim ostalim.
Iako je "Lucky Star" trebala biti treći singl s albuma, to se nije dogodilo. Pjesma "Holiday" je već bila pravi dance hit u Sjedinjenim Državama pa se odlučilo za nju da bude treći singl. Na kraju je izdana kao peti i zadnji singl s albuma.

## Uspjeh pjesme
"Lucky Star" je debitirala na 49. mjestu Billboardove Hot 100 ljestvice. Singl je dospio na 4. mjesto, a na ljestvici se zadržao 18 tjedana. Ovo je bila prva Madonnina pjesma koja je dospjela na vrh Billboardove Hot Dance Club Play ljestvice zajedno sa singlom "Holiday". U Kanadi je singl debitirao na 89. mjestu ljestvice RPM-a, a dospjela ja na 8. mjesto i zadržala se ukupno 19 tjedana.
U Ujedinjenom Kraljevstvu je pjesma izdana u ožujku 1984. Debitirala je na 47. mjestu britanske liste singlova, a dospjela na najviše 14. mjesto. Na ljestvici se ukupno zadržala 9 tjedana. U Irskoj je pjesma dospjela na 19. mjesto, dok je u Australiji dospjela na 36. mjesto

## Live nastupi
Madonna je prvi puta pjesmu uživo izvela na svojoj prvoj turneju, The Virgin Tour (1985.). Na sebi je imala plavi top koji je otkrivao crni prsluk, ružičastu suknju i jaknu. Oko vrata joj je visio križ. Pjesmu je izvela u izvornoj verziji. Plesala je i skakutala po pozornici i pokazivala svoj trbuh. Nastup je uključen na VHS izdanje Live – The Virgin Tour.
1987. je Madonna izvela pjesmu na Who's That Girl Tour. Pjesma je bila druga pjesma koncerta. Madonna je bila obučena kao i u glazbenom spotu za pjesmu "Open Your Heart". Kosa joj je bila platinasto plava. Nastup je uključivao i veliku disko kuglu nad pozornicom, dok su Madonna i njezini plesači plesali ispod kugle koja ih je obasjavala svjetlima poput zvjezdi. Izvedba se može naći na dva izdanja Ciao, Italia! – Live from Italy snimljen na Olimpijskom stadionu u Torinu 4. rujna 1987., te na Who's That Girl – Live in Japan snimljen u Tokiju 22. lipnja 1987.
Na Confessions Tour 2006. je pjesma bila u samoj završnici koncerta, tj. prije završne pjesme "Hung Up". Madonninu odjeću je dizajnirao Jean-Paul Gaultier. Kako je nastup "La Isla Bonita" završio, Madonna legne na pozornicu glavom prema tlu. Njezini plesači je prekriju plaštom na kojem velikim slovima piše "Dancing Queen" (kraljica plesa). Kako počinje pjesma, Madonna se podiže. Svjetla se pogase, a kako Madonna otvori svoj plašt, na njemu se pale tisuće malih svjetala. Zatim pjeva pjesmu, a pri kraju pita publiku "žele li čuti još?". Nakon pozitivnog odgovora publike počinje pjevati prvi stih refrena "Hung Up". Pjesma je obrađena modernim zvukom i melodijama ABBA-e tako da ova pjesma zvuči kao uvod u posljednju pjesmu koncerta. Izvedbu se može pogledata na DVD izdanju The Confessions Tour

## Popis pjesama i formata
| - 7" singl 1. A. "Lucky Star" – 3:44 2. B. "I Know It" – 3:47 - Britanski 12" singl 1. A. "Lucky Star" (Full Length Version) – 5:38 2. B. "I Know It" – 3:47 | - Američki 12" promotivni singl 1. A. "Lucky Star" – 5:30 2. B. "Holiday" – 6:08 - Njemački CD (1995) 1. "Lucky Star" (U.S. Remix) – 7:15 2. "I Know It" – 3:44 |

## Na ljestvicama
| Ljestvica (1984.)      | Pozicija |
| ---------------------- | -------- |
| Australija             | 36       |
| Kanada                 | 8        |
| Irska                  | 19       |
| Ujedinjeno Kraljevstvo | 14       |
| SAD Billboard Hot 100  | 4        |